# Festival de la Cançó d'Eurovisió
El Festival de la Cançó d'Eurovisió és un concurs musical televisiu que té lloc anualment, des de la seva creació l'any 1956 (excepte l'any 2020, quan va ser cancel·lat per la pandèmia de coronavirus que va afectar greument Europa), i que està produït per la Unió Europea de Ràdio i Televisió (EBU - UER), a través dels ens públics de televisió que hi actuen com a membres actius d'aquesta organització. Al festival hi participen els països d'Europa, Austràlia i Israel.
Cada televisió escull un artista o grup que la representi amb una cançó, que haurà de ser interpretada en directe durant el concurs per tots els canals de televisió que hi participen. Un cop han actuat tots els representants, es dona un període per tal que els teleespectadors votin la seva actuació preferida; des de 2009 els països també empren jurats que decideixen el 50% de la votació final. Els vots es recompten a cada país de forma independent, i s'organitzen en 1, 2, 3, 4, 5, 6, 7, 8, 10 i 12 punts, corresponents a les deu actuacions més votades a cada país pel conjunt del seu jurat i el seu televot.
El concurs s'ha celebrat ininterrompudament des de 1956. L'octubre de l'any 2005 se'n va celebrar el 50è aniversari amb un show en què es va recordar la memòria de l'esdeveniment i es va escollir quina havia estat la millor cançó de la seva història (Waterloo del grup suec ABBA). Aquest bagatge i els èxits que ha anat assolint, han produït la creació del moviment "eurofan", que actualment compta amb una gran quantitat de llocs web dedicats al Festival i permeten el seu seguiment durant tot l'any i no només les setmanes prèvies a l'esdeveniment, com passava anteriorment. D'ençà llavors s'hi van incorporar nous estats fins a assolir la xifra rècord de 43 participants en les edicions de 2008 i 2011. L'any 2015, la UER va convidar a participar per primer cop una televisió de fora del seu àmbit de radiodifusió, la SBS australiana.
Des d'un punt de vista sociològic se l'ha considerat en gran manera un fenomen kitsch de l'esfera geopolítica i musical per al públic de masses, en el qual els estats pretenen mostrar un patriotisme tradicional embolcallat en una estètica de consumisme televisiu, simplificat a l'absurd o proper al terme pejoratiu de l'euro-trash.
El català no va ser present a les cançons presentades fins al seu debut en 2004 amb Marta Roure i la cançó «Jugarem a estimar-nos» en representació de Ràdio i Televisió d'Andorra, tot i que aquesta no el va emetre, en col·laboració amb la televisió pública catalana TV3. En 1968 Joan Manuel Serrat i Teresa havia pretès cantar La, la, la en català però Televisió Espanyola s'hi va negar.

## Orígens i història
A l'Europa de postguerra, on començava a establir-se la Guerra Freda que marcaria les dècades següents, la Unió Europea de Radiodifusió (UER) —amb base a Suïssa— va posar en marxa la idea d'un festival de la cançó internacional on els països membres de les aliances polítiques i militars de l'Europa Occidental (Comunitat Europea del Carbó i de l'Acer i Organització del Tractat de l'Atlàntic Nord) poguessin participar en un programa de televisió, que seria transmès simultàniament als països de la UER.
No obstant això, el Festival de la Cançó d'Eurovisió va ser ideat a inicis de 1955 per l'Organització del Tractat de l'Atlàntic Nord (OTAN), prenent com a model el festival de bandes militars de França conegut com Les Nuits de l'Armée, que s'havia celebrat entre 1952 i 55.
En els anys 1955 i 1956, el Comitè de Cultura i Informació Pública de l'OTAN va emetre diversos documents classificats on dóna les ordres i condicions per a la creació del «Festival de Música de l'Atlàntic Nord», que seria retransmès a través de la xarxa de transmissió d'Eurovisió a la part d'Europa sota el control otanista, com a mitjà de propaganda cultural i ideològica favorable a la mateixa organització militar.
Fins als 2020, es creia que Eurovisió havia nascut als despatxos amb Marcel Bezençon liderant el projecte. Després d'unes filtracions, es va determinar que Eurovisió hauria nascut de la idea d'un Festival de la Cançó de l'Atlàntic Nord i qui hi hauria al darrere estaria l'organització de l'OTAN, amb clars objectius propagandístics donant imatge de fortalesa de les potències europees, alhora fent propaganda de l'estat nació.

### Fundació
La UER va ser fundada el 12 de febrer de 1950 per 23 radiodifusores d'Europa Occidental i la conca del Mediterrani. La paraula "Eurovisió" va ser utilitzada per primera vegada pel periodista britànic George Campey al diari britànic Evening Standard el 1951, quan es va referir a un programa de la British Broadcasting Corporation (BBC) retransmès per la televisió neerlandesa. Després de diversos esdeveniments retransmesos internacionalment a través de la seva xarxa (també anomenada Eurovisió) a principis dels anys cinquanta, inclosa la coronació d'Elisabet II el 1953. El gener de 1955 es va formar un comitè de la UER, encapçalat per Marcel Bezençon, per investigar noves iniciatives de cooperació entre emissores, que va aprovar per a un estudi més aprofundit un concurs de cançons europees a partir d'una idea inicialment proposada pel director de la Radiotelevisione italiana (RAI), Sergio Pugliese. L'assemblea general de la UER va acordar l'organització del concurs de cançons a l'octubre de 1955, amb el títol inicial de Gran Premi d'Europa, i va acceptar una proposta de la Corporació de Radiodifusió Suïssa (SRG SSR) per acollir l'esdeveniment a Lugano a la primavera de 1956. El Festival de Música de Sanremo italià, que se celebra des del 1951, es va utilitzar com a base per a la planificació inicial del concurs, amb diverses esmenes i addicions atesa la seva naturalesa internacional. El Festival de la Cançó d'Eurovisió es va desenvolupar com una manera de posar a prova la televisió transnacional en directe, promoure la televisió i fomentar la producció de cançons originals.

## Reglaments del Festival
Cada ens públic estatal que sigui membre actiu de la UER pot participar-hi. L'únic requisit previ i indispensable és que cada televisió participant es comprometi a retransmetre en directe la semifinal on participa i/o vota, i la gran final. Cada televisió interessada a participar envia la seva preinscripció a la UER durant la tardor prèvia al Festival, amb l'opció de retirar-la abans del termini establert, que sol fixar-se pels voltants de Nadal. Un cop passat aquest termini, la UER fa pública la llista definitiva de participants; qualsevol retirada després d'aquest punt comporta una multa per la televisió implicada, i pot, fins i tot, significar el veto a futures participacions des de tres a cinc anys, segons les circumstàncies.
La reglamentació bàsica del Festival es pot resumir actualment en:
- Les cançons participants han de tindre una durada màxima de tres minuts.
- En el moment de l'actuació, la cançó podrà ser interpretada amb un màxim de sis persones sobre l'escenari.
- Cap persona que estigui a l'escenari durant l'actuació pot ser menor de setze anys. Tampoc es permet la presència d'animals vius.
- Les cançons no poden contenir missatges de tipus polític o comercial, ni que es considerin ofensius de cap manera.
- La lletra de les cançons poden estar escrites en qualsevol idioma (des de 1999), incloent-hi idiomes imaginaris, però en cap cas s'accepten cançons completament instrumentals (sense lletra).
- La música ha de ser gravada prèviament (des de l'any 1999; abans s'emprava una orquestra en directe).
- Les veus, tant dels cantants principals com dels corus, han de ser obligadament en directe.
- Cal elaborar prèviament un videoclip per poder promoure la cançó durant les setmanes prèvies al concurs, als diferents mitjans europeus (televisions, ràdios, internet, etc.).
- Cada ens està obligat actualment a dedicar una secció a les seves pàgines web oficials als diferents aspectes de la seva participació, on donarà a conèixer els detalls de la seva candidatura.

Per assegurar que tots els requisits es compleixin, les cançons passen un control a la televisió pública i un de final i vinculant, de la mà de la mateixa UER. El fet de guanyar el Festival implica que la televisió triomfadora s'encarregarà d'organitzar la següent edició al seu país, tot i que pot renunciar-hi per motius econòmics. Aquest fet, comporta un important impuls econòmic pel país; d'aquí que cada any se celebri una autèntica competició entre països, que tradicionalment ha estat titllada de polititzada.

## Organització del Festival
La televisió organitzadora acorda amb la UER una seu i un pressupost pel Festival. Les seus han passat d'ésser petits estudis a grans estadis o pavellons esportius recentment, per poder acollir la gran demanda de fans que volen veure el Festival en viu.

Originàriament, el Festival constava d'una única gala on competien de l'ordre d'entre deu i vint països, segons les edicions. Però des de la integració dels països de l'antic bloc comunista a la UER, la creixent demanda de les seves televisions per participar-hi va fer impossible que tots els països participessin en una única gala.
Així doncs, des del 2004 es van implementar les semifinals com a rondes de classificació per a la gran final. Des de l'any 2008 se celebren dues semifinals: una en dimarts i l'altra en dijous. Excepte els països del "Big Five" (Alemanya, Espanya, França, Itàlia i el Regne Unit) i el país amfitrió, la resta de participants es divideix per sorteig entre les dues semifinals. De cada semifinal es classifiquen deu països per a la final, on s'incorporen els membres del "Big Five" i el país amfitrió. La final sempre té lloc en dissabte, durant el mes de maig.
El sorteig de la composició de les semifinals té lloc al gener previ al Festival, un cop es coneix la llista definitiva de participants. La UER agrupa els semifinalistes en diversos pots segons els seus patrons de vot, per evitar la creació de blocs geopolítics dins de cada semifinal que poguessin afavorir excessivament determinats països.

## Història del Festival
El Festival va néixer el 1956 inspirat en Festival de la cançó de Sanremo italià, de gran èxit. Els fundadors varen ser Suïssa, que el va organitzar a Lugano, Alemanya, França, Itàlia, Bèlgica, els Països Baixos i Luxemburg. La suïssa Lys Assia va ser la primera guanyadora amb la cançó Refrain. Als anys següents, se'n varen anar afegint els països del bloc occidental europeu: el Regne Unit, Dinamarca i Àustria varen debutar el 1957; Mònaco el 1959; Suècia i Noruega el 1960; Espanya, Finlàndia i Iugoslàvia (l'únic país del bloc comunista que hi va participar) el 1961; Portugal el 1964 i Irlanda el 1965, assolint la xifra de 18 països participants.
Durant la dècada de 1960 s'assagen diversos sistemes de puntuació, que no acaben de convèncer els responsables del Festival. Així, al Festival de 1969 celebrat a Madrid, es donarà la circumstància de què quatre països empaten en primera posició, i sense mecanismes de desempat, s'atorga el premi ex aequo a Espanya, França, el Regne Unit i els Països Baixos. Aquest fet provoca la protesta dels països escandinaus i Portugal, que no participaran al Festival de 1970. Mentrestant, el Festival, que des de 1968 ja s'emetia en color per als països que disposaven d'aquesta tecnologia, havia donat a llum a les seves primeres estrelles, per exemple, la italiana Gigliola Cinquetti, guanyadora el 1964, o la britànica Sandie Shaw que s'havia endut el primer lloc al Festival de 1967.
La dècada de 1970 coneixerà ja la maduresa del Festival. Retornats els països que protestaren pel sistema de puntuació, el 1973 s'aboleix la regla instaurada la dècada anterior sobre l'obligatorietat de cantar en un idioma oficial del país que es representa. D'aquesta manera, el 1974 el Festival coneix el seu primer gran èxit de la mà del grup suec ABBA que guanya cantant en anglès Waterloo. El 1975 s'implanta l'actual sistema de votacions d'1-8, 10 i 12 punts i el 1977 es restaura l'obligatorietat de cantar en un dels idiomes oficials del país representat. Nous països, de l'àrea mediterrània, s'incorporen durant aquesta dècada: Malta el 1971, Israel el 1973, Grècia el 1974 i Turquia el 1975. Així, el 1978 amb el retorn de Dinamarca després d'una dotzena d'anys de retirada, s'assoleix per primer cop la vintena de participants. Mònaco, però, se'n retira el 1979 per un període de 25 anys.
El 1980, aprofitant la retirada aquell any d'Israel, debuta el Marroc, l'únic país àrab que ha participat, però a causa dels pobres resultats, se'n retira i tant aquest país com la resta de membres àrabs de la UER, es mantindran al marge del Festival des d'aleshores. La dècada de 1980 suposa una certa decaiguda en la popularitat del Festival, ja que moltes de les cançons que hi competeixen no s'ajusten a les tendències musicals populars d'aquest període. Amb tot, el nombre de participants continua augmentant amb els debuts de Xipre el 1981 i d'Islàndia el 1986.
Precisament el 1986 es produeix la victòria de l'artista més jove a la història del Festival: la belga Sandra Kim, amb només tretze anys, guanya amb claredat amb la cançó J'aime la vie. Des de llavors, la UER comença a plantejar-se la introducció de limitacions d'edat, que es farà efectiva després del Festival de 1989 en què dos nens de França i Israel hi van prendre part. Des de llavors, només els majors de setze anys s'hi poden presentar. Per als nens queda el Festival de la Cançó d'Eurovisió Júnior, que començà a celebrar-se en 2003. El 1988, una jove canadenca gairebé desconeguda guanya representant Suïssa amb la cançó Ne partez pas sans moi, per un sol punt d'avantatge sobre el Regne Unit. Es tracta de Céline Dion, que anys més tard es farà molt famosa mundialment.
La dècada de 1990 traurà nous vents de canvi que acabaran per revifar el Festival. El 1992 hi competeixen 23 països, corresponents al bloc occidental més Iugoslàvia, per darrer cop. La caiguda l'any anterior del bloc comunista propicia que els països de l'Est d'Europa s'incorporin massivament a la UER i per tant, al Festival. El 1993, amb l'antiga Iugoslàvia ja desapareguda, la UER es troba amb set nou països que volen debutar al Festival, però decideix limitar el número a 25 participants i realitzar una preselecció a la televisió eslovena per decidir els tres països que s'afegiran als 22 restants. Així doncs, tres països ex-iugoslaus (Eslovènia, Croàcia i Bòsnia i Hercegovina) obtenen el seu passaport, mentre que Eslovàquia, Estònia, Hongria i Romania s'han d'esperar a l'any següent.
El 1994 canvia radicalment la composició dels participants: dos històrics, Itàlia i Luxemburg es retiren del Festival, i cinc dels participants de l'any anterior són desqualificats per la seva baixa puntuació per fer possible el debut de set nous països: els quatre perdedors de la preselecció de 1993, més Rússia, Polònia i Lituània. D'aquesta manera, i fins al 2004, els participants aniran rotant segons la seva puntuació en Festivals anteriors, i molts països quedaran relegats de facto a participar bianualment. El 1997 Itàlia fa una última aparició esporàdica, no retornant fins al 2011. Aquell any, el popular grup Katrina and the Waves guanya pel Regne Unit amb una puntuació rècord (227 punts sobre 25 participants). Precisament aquell any és el primer en què s'introdueix el televot a cinc països, fent-lo extensiu a la majoria dels participants l'any següent; i un altre canvi important és la introducció del concepte dels 'Big Four', pel qual Espanya, França, Alemanya i el Regne Unit, els quatre màxims contribuents a la UER, no poden quedar mai desqualificats per a la final del Festival.
El 1998, la victòria de la transsexual israeliana Dana International té un gran impacte no sols musical sinó també polític i social en tot Europa. Aquell any també es produeix el debut de l'Antiga República Iugoslava de Macedònia, mentre que Eslovàquia inicia una perllongada absència, no retornant fins al 2009; el televot es generalitza però encara hi han països que utilitzen els jurats. El 1999 se celebra el Festival a Jerusalem entre fortes mesures de seguretat. Dos grans canvis s'introdueixen en aquest Festival: la llibertat per cantar en qualsevol idioma i l'eliminació de l'orquestra. Ambdues mesures, juntament amb la introduïda l'any abans del televot, s'encaminen a fer el Festival més popular i més proper a la música del moment. Les xifres de les audiències semblen donar la raó a la UER.
El 2000 debuta Letònia i el 2001 guanya Estònia, convertint-se així en el primer país incorporat després de la caiguda del bloc comunista que ho fa. El 2002 comença el fenomen d'enviar al Festival els finalistes de famosos concursos de talents musicals organitzats pels mateixos ens televisius. El cas de Rosa López, guanyadora del fenomen televisiu de TVE Operación Triunfo, és un bon exemple, ja que arrossega l'audiència del Festival fins a arribar a un 80% de share, una xifra insòlita des de la introducció dels canals privats de televisió a Espanya. El 2003, amb el debut d'Ucraïna i la participació rècord de 26 països al Festival, la UER constata de què la fórmula d'un Festival d'una sola gala no pot satisfer la creixent demanda dels països que hi volen participar.
Així doncs, el 2004 la UER introdueix el format de semifinal + final. Només el 'Big Four' i els deu millors classificats de l'any anterior passen directament a la final, mentre que la resta de països lluiten pels deu llocs lliures en la semifinal, que és televisada en directe i es decideix per televot, però mancada de votació al final, ja que només es revelen els noms dels deu finalistes però no la puntuació rebuda, per evitar indicar els favorits per a la final. Amb aquesta fórmula, els països participants s'incrementaren espectacularment fins a 36.
Debutaren Albània, Andorra, Belarús i Sèrbia i Montenegro, mentre que Mònaco retornava després de 25 anys. El 2005 debutaren Moldàvia i Bulgària; la polèmica va vindre del Líban, l'ens públic del qual va anunciar la seva participació (fins i tot va arribar a escollir cantant i cançó), però que es va negar a retransmetre l'actuació de la representant israeliana, Shiri Maymon. A causa de la violació de les regles de la UER, aquesta va provocar la renúncia del Líban i el sancionament del seu ens públic.
El 2006 debuta Armènia; aquest any, el Festival comença a acusar l'efecte del denominat 'DNP voting' (vot de la diàspora, dels països veïns i el vot polític), que provocava que molts països rebessin vots segons un patró geopolític en lloc de la qualitat musical. Aquest patró es va veure encara més reforçat el 2007. Encara que es va assolir la xifra rècord de 42 participants (amb els debuts de Txèquia i Geòrgia, i de Sèrbia i Montenegro com a països separats), molts països amenaçaren la UER d'abandonar el Festival si no es corregia aquest fenomen que feia les votacions injustes i previsibles, amb la subseqüent caiguda d'audiència.
Això va dur a la UER a introduir nous canvis per 2008: dues semifinals per repartir els països segons el seu patró de vot i l'elecció per televot de nou finalistes per semifinal, mentre que els jurats d'emergència seleccionaven els altres dos, un de cada semifinal. Aquest any van debutar Azerbaidjan i San Marino, mentre que Àustria i Mònaco es mantingueren al marge com a protesta pel sistema de vot. El resultat de les semifinals va resultar més satisfactori que el de 2007, però no tant el de la final, on es van enregistrar de nou els coneguts patrons de vot.
La UER va anunciar nous canvis en el sistema de vot a la final pel 2009. El més significatiu fou que els jurats d'emergència decidirien conjuntament (50/50) amb el televot les puntuacions de cada país. El resultat va ser més satisfactori que els anys anteriors i es va recobrar part de la confiança perduda en la justícia de les puntuacions, a més d'una notable millora en la qualitat mitjana de les cançons. L'audiència conjunta a Europa va assolir el rècord de 122 milions de telespectadors. Quant a participacions, Eslovàquia va retornar al Festival després d'onze anys d'absència, mentre que San Marino s'hi va enretirar per problemes financers. Geòrgia també es va enretirar a darrera hora perquè la UER no va admetre la cançó triada per les seves al·lusions polítiques.
El mateix 2009 Qatar va intentar participar al Festival de la Cançó d'Eurovisió. Qatar Radio és actualment un membre associat de la UER, mentre que tots els participants són membres de ple dret de la UER. El canal va fer públic el seu desig de ser membre de ple dret el 12 de maig de 2009, per tal de fer de Qatar un país participant al festival. Qatar va participar de forma passiva al Festival de la Cançó d'Eurovisió 2009, on el canal Qatar Radio va enviar una delegació al festival i va crear un programa setmanal anomenat "12 Points Qatar" dedicat a Eurovisió.
Pel Festival de 2010, que va tindre lloc a Oslo, el Grup de Referència de la UER va anunciar el 2009 la implantació de dues mesures demanades els darrers anys per moltes televisions: la primera, que s'estendria el sistema de vot de la final (50% jurat/50% televot) també a les semifinals; i la segona, que es podria votar des de l'inici de cada gala, tant de les semifinals com de la final, i no només durant el recordatori al final dels shows (el que es tradueix en majors ingressos per increment del temps hàbil pel televot). Tot i això, la xifra de participants va minvar de 42 a 39 donat que les televisions públiques de Txèquia, Hongria, Montenegro i Andorra van anunciar la seva retirada per falta d'interès (cas dels txecs) o problemes financers (en els altres casos). Geòrgia en canvi va retornar al Festival.
Pel Festival de 2011, la UER va optar per no introduir cap nou canvi (a part de determinar l'ordre de votació a la final en funció del vot previ del jurat) i consolidar la fórmula establerta. Com a gran novetat, la RAI italiana va anunciar el seu retorn després de tretze edicions d'absència i la UER li va atorgar un lloc directe a la Final juntament amb Alemanya, Espanya, França i el Regne Unit, conformant així l'anomenat 'Big Five'. Altres tres països van anunciar també el seu retorn: Àustria, Hongria i San Marino, igualant així el rècord de 43 participants del Festival de 2008.
La UER va decidir que pel Festival de 2012 revocaria la decisió del 2010 de permetre el televot des de l'inici de les gales i tornar a les tradicionals finestres de votació al final de cada gala. Quant a participacions, Montenegro va anunciar el seu retorn després de dos edicions absent, mentre que Polònia va decidir no participar degut als problemes financers del seu ens televisiu i Armènia se'n va enretirar a darrera hora a causa del seu contenciós polític amb l'amfitrió Azerbaidjan.
De cara al Festival de 2013, el Grup de Referència de la UER va acordar abolir el sorteig d'ordre d'actuació i deixar en mans dels productors en quin lloc actuaria cada país en funció del tipus de cançó amb què participi. També es van acordar mesures per reduir els costos de l'esdeveniment, donat l'agreujament de la crisi financera europea, que va provocar que algunes televisions com les de Bòsnia i Hercegovina, Eslovàquia i Portugal s'haguessin d'enretirar per manca de pressupost. Turquia també va decidir absentar-se, però al·legant desacords amb les normes actuals del Festival; Armènia però, va retornar després del seu boicot a l'edició celebrada a Bakú.
Al Festival de 2014 van continuar els problemes financers a molts canals de l'Est d'Europa, el que va propiciar les enretirades de Croàcia, Sèrbia, Bulgària i Xipre. Tot i això, les televisions de Polònia i Portugal van retornar a l'event. La situació va millorar una mica el 2015 amb els retorns de Sèrbia, Xipre i Txèquia, malgrat que Ucraïna es va haver d'enretirar degut al conflicte bèl·lic que patia. Sorpresivament, Austràlia va ser convidada a participar per primer cop, i de forma excepcional, per celebrar el 60è aniversari del Festival; de tota manera, la seva participació s'ha perllongat als festivals posteriors. Els festivals de 2016 i 2017 van comptar amb 42 participants.
El 2020, per primera vegada des de la seva creació, el festival va ser cancel·lat a causa de la pandèmia provocada pel Covid-19.
En l'edició de 2024 va haver una crida internacional a boicotejar el Festival per permetre la participació d'Israel, que es trobava enmig d'una ofensiva militar a Palestina. L'organització del Festival va haver de rebutjar dues cançons triades per la Corporació de Radiodifusió Israeliana, pel contingut "massa polític" de les lletres, fins que va donar el vist-i-plau a «Hurricane», interpretada per Eden Golan.

## Seus
| Any         | País                | Ciutat             | Lloc                                     | Presentador                                                                              |
| ----------- | ------------------- | ------------------ | ---------------------------------------- | ---------------------------------------------------------------------------------------- |
| 1956        | Suïssa              | Lugano             | Teatre Kursaal                           | Lohengrin Filipello                                                                      |
| 1957        | Alemanya Occidental | Frankfurt del Main | Großer Sendesaal des Hessisches Rundfunk | Anaid Plikjan                                                                            |
| 1958        | Països Baixos       | Hilversum          | Estudis AVRO                             | Hannie Lips                                                                              |
| 1959        | França              | Canes              | Palais des Festivals                     | Jacqueline Joubert                                                                       |
| 1960        | Regne Unit          | Londres            | Royal Festival Hall                      | Katie Boyle                                                                              |
| 1961        | França              | Canes              | Palais des Festivals                     | Jacqueline Joubert                                                                       |
| 1962        | Luxemburg           | Luxemburg          | Gran Auditori de la RTL                  | Mireille Delanoy                                                                         |
| 1963        | Regne Unit          | Londres            | Estudis Centrals de la BBC               | Katie Boyle                                                                              |
| 1964        | Dinamarca           | Copenhaguen        | Saló de Concerts de Tívoli               | Lotte Wæver                                                                              |
| 1965        | Itàlia              | Nàpols             | Saló de Concerts de la RAI               | Renata Mauro                                                                             |
| 1966        | Luxemburg           | Luxemburg          | Gran Auditori de la RTL                  | Josiane Shen                                                                             |
| 1967        | Àustria             | Viena              | Großer Festsaal der Wiener Hofburg       | Erica Vaal                                                                               |
| 1968        | Regne Unit          | Londres            | Royal Albert Hall                        | Katie Boyle                                                                              |
| 1969        | Espanya             | Madrid             | Teatro Real de Madrid                    | Laura Valenzuela                                                                         |
| 1970        | Països Baixos       | Amsterdam          | Centre de Congressos                     | Willy Dobbe                                                                              |
| 1971        | Irlanda             | Dublín             | Gaiety Theatre                           | Bernardette Ni Gallchoir                                                                 |
| 1972        | Regne Unit          | Edimburg           | Usher Hall                               | Moira Shearer                                                                            |
| 1973        | Luxemburg           | Luxemburg          | Nouveau Théâtre Luxembourg               | Helga Guitton                                                                            |
| 1974        | Regne Unit          | Brighton           | Brighton Dome                            | Katie Boyle                                                                              |
| 1975        | Suècia              | Estocolm           | St. Eriks Mässan Älvsjö                  | Karin Falck                                                                              |
| 1976        | Països Baixos       | La Haia            | Palau de Congressos                      | Corry Brokken                                                                            |
| 1977        | Regne Unit          | Londres            | Centre de Congressos de Wembley          | Angela Rippon                                                                            |
| 1978        | França              | París              | Palau de Congressos                      | Denisse Fabre & Leon Zitroné                                                             |
| 1979        | Israel              | Jerusalem          | Binyaney Ha'ouma                         | Daniel Pe'er & Yardena Arazi                                                             |
| 1980        | Països Baixos       | La Haia            | Palau de Congressos                      | Marlous Fluitsma                                                                         |
| 1981        | Irlanda             | Dublín             | Estudis RDS                              | Doireann Ní Bhríain                                                                      |
| 1982        | Regne Unit          | Harrogate          | Centre de Conferències                   | Jane Leeming                                                                             |
| 1983        | Alemanya Occidental | Múnic              | Rudi-Sedlmayer-Halle                     | Marlene Charell                                                                          |
| 1984        | Luxemburg           | Luxemburg          | Teatre Municipal                         | Desirée Nosbusch                                                                         |
| 1985        | Suècia              | Göteborg           | Scandinavium                             | Lill Lindfors                                                                            |
| 1986        | Noruega             | Bergen             | Grieghallen                              | Åse Kleveland                                                                            |
| 1987        | Bèlgica             | Brussel·les        | Palais de Centenaire                     | Viktor Laszlo                                                                            |
| 1988        | Irlanda             | Dublín             | Estudis RDS                              | Pat Kenny & Michelle Rocca                                                               |
| 1989        | Suïssa              | Lausana            | Palau de Beaulie                         | Lolita Moreno & Jacques Deschenaux                                                       |
| 1990        | RF Iugoslàvia       | Zagreb             | Vatroslav Lisinski Hall                  | Helga Vlahovic & Oliver Mlakar                                                           |
| 1991        | Itàlia              | Roma               | Estudis Cinecittà                        | Toto Cutugno & Gigliola Cinquetti                                                        |
| 1992        | Suècia              | Malmö              | Malmömässan                              | Lydia Capolicchio & Harald Treutiger                                                     |
| 1993        | Irlanda             | Millstreet         | Green Glens Arena                        | Fionnuala Sweeney                                                                        |
| 1994        | Irlanda             | Dublín             | Point Theatre                            | Cynthia Ni Mhurchu & Gerry Ryan                                                          |
| 1995        | Irlanda             | Dublín             | Point Theatre                            | Mary Kennedy                                                                             |
| 1996        | Noruega             | Oslo               | Oslo Spektrum                            | Morten Harket & Ingvild Bryn                                                             |
| 1997        | Irlanda             | Dublín             | Point Theatre                            | Ronan Keating & Carrie Crowley                                                           |
| 1998        | Regne Unit          | Birmingham         | National Indoor Arena                    | Terry Wogan & Ulrika Johnsson                                                            |
| 1999        | Israel              | Jerusalem          | Palau de Congressos                      | Sigal Shachamon, Yigal Ravid & Dafna Dekel                                               |
| 2000        | Suècia              | Estocolm           | Globen Arena                             | Kattis Ahström & Anders Lundin                                                           |
| 2001        | Dinamarca           | Copenhaguen        | Parken Stadion                           | Natasja Crone-Back & Søren Pilmark                                                       |
| 2002        | Estònia             | Tallinn            | Saku Suurhall                            | Marko Matvere & Anneli Peebo                                                             |
| 2003        | Letònia             | Riga               | Skonto Hall                              | Reynard Cowper & Marija Naumova                                                          |
| 2004        | Turquia             | Istanbul           | Abdi İpekçi Arena                        | Meltem Cumbul & Korhan Abay                                                              |
| 2005        | Ucraïna             | Kíev               | Sports Palace                            | DJ Pasha & Masha Efrosina                                                                |
| 2006        | Grècia              | Atenes             | Complex Olímpic d'Esports d'Atenes       | Sakis Ruvàs & Maria Menouros                                                             |
| 2007        | Finlàndia           | Hèlsinki           | Hartwall Areena                          | Jaana Pelkonen & Mikko Leppilampi                                                        |
| 2008        | Sèrbia              | Belgrad            | Belgrade Arena                           | Jovana Jankovic & Zeljko Joksimovic                                                      |
| 2009        | Rússia              | Moscou             | Olimpiisky Indoor Arena                  | Alsou & Ivan Urgant                                                                      |
| 2010        | Noruega             | Oslo               | Fornebu Arena                            | Nadia Hasnaoui, Erik Solbakken & Haddy N'jie                                             |
| 2011        | Alemanya            | Düsseldorf         | Esprit Arena                             | Anke Engelke, Judith Rakers & Stefan Raab                                                |
| 2012        | Azerbaidjan         | Bakú               | Baku Crystal Hall                        | Leyla Aliyeva, Eldar Gasimov & Nargiz Birk-Petersen                                      |
| 2013        | Suècia              | Malmö              | Malmö Arena                              | Petra Mede                                                                               |
| 2014        | Dinamarca           | Copenhaguen        | B&W Hallerne                             | Lise Rønne, Nikolaj Koppel & Pilou Asbæk                                                 |
| 2015        | Àustria             | Viena              | Wiener Stadthalle                        | Mirjam Weichselbraun, Alice Tumler & Arabella Kiesbauer / Conchita Wurst (en Green Room) |
| 2016        | Suècia              | Estocolm           | Globen Arena                             | Petra Mede & Måns Zelmerlöw                                                              |
| 2017        | Ucraïna             | Kíev               | International Exhibition Centre          | Oleksandr Skichko, Volodymyr Ostapchuk & Timur Miroshnychenko                            |
| 2018        | Portugal            | Lisboa             | Altice Arena                             | Catarina Furtado, Daniela Ruah, Filomena Cautela & Sílvia Alberto                        |
| 2019        | Israel              | Tel-Aviv           | Expo Tel-Aviv                            | Assi Azar, Bar Refaeli, Erez Tal & Lucy Ayoub                                            |
| 2020 i 2021 | Països Baixos       | Rotterdam          | Rotterdam Ahoy                           | Chantal Janzen, Edsilia Rombley, Jan Smit & Nikkie de Jager                              |
| 2022        | Itàlia              | Torí               | Pala Alpitour                            | Alessandro Cattelan, Laura Pausini i Mika                                                |
| 2023        | Regne Unit          | Liverpool          | M&S Bank Arena                           | Alesha Dixon, Julia Sanina, Hannah Waddingham i Graham Norton                            |
| 2024        | Suècia              | Malmö              | Malmö Arena                              | Petra Mede & Malin Åkerman                                                               |
| 2025        | Suïssa              | Basilea            | St. Jakobshalle                          | Hazel Brugger, Michelle Hunziker & Sandra Studer                                         |

## Guanyadors

### Per edició
| Any  | Guanyador           | Intèrpret                              | Cançó                         |
| ---- | ------------------- | -------------------------------------- | ----------------------------- |
| 1956 | Suïssa              | Lys Assia                              | Refrain                       |
| 1957 | Països Baixos       | Corry Brokken                          | Net Als Toen                  |
| 1958 | França              | André Claveau                          | Dors Mon Amour                |
| 1959 | Països Baixos       | Teddy Scholten                         | Een Beetje                    |
| 1960 | França              | Jacqueline Boyer                       | Tom Pillibi                   |
| 1961 | Luxemburg           | Jean-Claude Pascal                     | Nous Les Amoureux             |
| 1962 | França              | Isabelle Aubret                        | Un Premier Amour              |
| 1963 | Dinamarca           | Grethe i Jørgen Ingmann                | Dansevise                     |
| 1964 | Itàlia              | Gigliola Cinquetti                     | Non Ho L'età                  |
| 1965 | Luxemburg           | France Gall                            | Poupée De Cire, Poupée De Son |
| 1966 | Àustria             | Udo Jürgens                            | Merci Chérie                  |
| 1967 | Regne Unit          | Sandie Shaw                            | Puppet On A String            |
| 1968 | Espanya             | Massiel                                | La, la, la                    |
| 1969 | França              | Frida Boccara                          | Un Jour, Un Enfant            |
| 1969 | Països Baixos       | Lenny Kuhr                             | De Troubadour                 |
| 1969 | Regne Unit          | Lulu                                   | Boom Bang-a-bang              |
| 1969 | Espanya             | Salomé                                 | Vivo Cantando                 |
| 1970 | Irlanda             | Dana                                   | All Kinds Of Everything       |
| 1971 | Mònaco              | Séverine                               | Un Banc, Un Arbre, Une Rue    |
| 1972 | Luxemburg           | Vicky Leandros                         | Après Toi                     |
| 1973 | Luxemburg           | Anne-Marie David                       | Tu Te Reconnaîtras            |
| 1974 | Suècia              | ABBA                                   | Waterloo                      |
| 1975 | Països Baixos       | Teach-In                               | Ding-A-Dong                   |
| 1976 | Regne Unit          | Brotherhood of Man                     | Save Your Kisses For Me       |
| 1977 | França              | Marie Myriam                           | L'oiseau Et L'enfant          |
| 1978 | Israel              | Izhar Cohen and the Alphabeta          | Abanibi                       |
| 1979 | Israel              | Gali Atari i Milk & Honey              | Hallelujah                    |
| 1980 | Irlanda             | Johnny Logan                           | What's Another Year           |
| 1981 | Regne Unit          | Bucks Fizz                             | Making Your Mind Up           |
| 1982 | Alemanya Occidental | Nicole                                 | Ein Bißchen Frieden           |
| 1983 | Luxemburg           | Corinne Hermès                         | Si La Vie Est Cadeau          |
| 1984 | Suècia              | Herrey's                               | Diggi-loo Diggy-ley           |
| 1985 | Noruega             | Bobbysocks                             | La Det Swinge                 |
| 1986 | Bèlgica             | Sandra Kim                             | J'aime La Vie                 |
| 1987 | Irlanda             | Johnny Logan                           | Hold Me Now                   |
| 1988 | Suïssa              | Céline Dion                            | Ne Partez Pas Sans Moi        |
| 1989 | RF Iugoslàvia       | Riva                                   | Rock Me                       |
| 1990 | Itàlia              | Toto Cutugno                           | Insieme: 1992                 |
| 1991 | Suècia              | Carola Häggkvist                       | Fångad Av En Stormvind        |
| 1992 | Irlanda             | Linda Martin                           | Why Me                        |
| 1993 | Irlanda             | Niamh Kavanagh                         | In Your Eyes                  |
| 1994 | Irlanda             | Paul Harrington and Charlie McGettigan | Rock 'n' Roll Kids            |
| 1995 | Noruega             | Secret Garden                          | Nocturne                      |
| 1996 | Irlanda             | Eimear Quinn                           | The Voice                     |
| 1997 | Regne Unit          | Katrina and The Waves                  | Love Shine A Light            |
| 1998 | Israel              | Dana International                     | Diva                          |
| 1999 | Suècia              | Charlotte Nilsson                      | Take Me To Your Heaven        |
| 2000 | Dinamarca           | Olsen Brothers                         | Fly On The Wings Of Love      |
| 2001 | Estònia             | Tanel Padar, Dave Benton & 2XL         | Everybody                     |
| 2002 | Letònia             | Marie N                                | I Wanna                       |
| 2003 | Turquia             | Sertab Erener                          | Everyway That I Can           |
| 2004 | Ucraïna             | Ruslana                                | Wild Dances                   |
| 2005 | Grècia              | Élena Paparizu                         | My Number One                 |
| 2006 | Finlàndia           | Lordi                                  | Hard Rock Hallelujah          |
| 2007 | Sèrbia              | Marija Šerifović                       | Molitva                       |
| 2008 | Rússia              | Dima Bilan                             | Believe                       |
| 2009 | Noruega             | Alexander Rybak                        | Fairytale                     |
| 2010 | Alemanya            | Lena                                   | Satellite                     |
| 2011 | Azerbaidjan         | Ell & Nikki                            | Running scared                |
| 2012 | Suècia              | Loreen                                 | Euphoria                      |
| 2013 | Dinamarca           | Emmelie de Forest                      | Only teardrops                |
| 2014 | Àustria             | Conchita Wurst                         | Rise Like a Phoenix           |
| 2015 | Suècia              | Måns Zelmerlöw                         | Heroes                        |
| 2016 | Ucraïna             | Jamala                                 | 1944                          |
| 2017 | Portugal            | Salvador Sobral                        | Amar pelos dois               |
| 2018 | Israel              | Netta                                  | Toy                           |
| 2019 | Països Baixos       | Duncan Laurence                        | Arcade                        |
| 2021 | Itàlia              | Måneskin                               | Zitti e buoni                 |
| 2022 | Ucraïna             | Kalush Orchestra                       | Stefania                      |
| 2023 | Suècia              | Loreen                                 | Tattoo                        |
| 2024 | Suïssa              | Nemo Mettler                           | The Code                      |
| 2025 | Àustria             | JJ                                     | Wasted Love                   |

### Per país

Guanyadors d'Eurovisió

| Victòries | País          | Edicions                                 |
| --------- | ------------- | ---------------------------------------- |
| 7         | Irlanda       | 1970, 1980, 1987, 1992, 1993, 1994, 1996 |
| 7         | Suècia        | 1974, 1984, 1991, 1999, 2012, 2015, 2023 |
| 5         | França        | 1958, 1960, 1962, 1969, 1977             |
| 5         | Luxemburg     | 1961, 1965, 1972, 1973, 1983             |
| 5         | Regne Unit    | 1967, 1969, 1976, 1981, 1997             |
| 5         | Països Baixos | 1957, 1959, 1969, 1975, 2019             |
| 4         | Israel        | 1978, 1979, 1998, 2018                   |
| 3         | Dinamarca     | 1963, 2000, 2013                         |
| 3         | Noruega       | 1985, 1995, 2009                         |
| 3         | Itàlia        | 1964, 1990, 2021                         |
| 3         | Ucraïna       | 2004, 2016, 2022                         |
| 3         | Suïssa        | 1956, 1988, 2024                         |
| 3         | Àustria       | 1966, 2014, 2025                         |
| 2         | Espanya       | 1968, 1969                               |
| 2         | Alemanya      | 1982, 2010                               |
| 1         | Mònaco        | 1971                                     |
| 1         | Bèlgica       | 1986                                     |
| 1         | Iugoslàvia    | 1989                                     |
| 1         | Estònia       | 2001                                     |
| 1         | Letònia       | 2002                                     |
| 1         | Turquia       | 2003                                     |
| 1         | Grècia        | 2005                                     |
| 1         | Finlàndia     | 2006                                     |
| 1         | Sèrbia        | 2007                                     |
| 1         | Rússia        | 2008                                     |
| 1         | Azerbaidjan   | 2011                                     |
| 1         | Portugal      | 2017                                     |

## Països participants
| País                 | Millor posició assolida | Historial de participacions                                                                             |
| -------------------- | --- | --- |
| Albània              | 5a posició: Rona Nishliu (2012) | Debut: 2004.                                                                                            |
| Alemanya             | 1a posició: Nicole (1982) i Lena (2010) | País fundador al 1956. Absències: 1996.                                                                 |
| Andorra              | 12a posició a sf: Anonymous (2007) | Debut: 2004. Absències: des de 2010 (actualment no hi participa).                                       |
| Armènia              | 4a posició: Sirusho (2008) i Aram Mp3 (2014) | Debut: 2006. Absències: 2012 i 2021.                                                                    |
| Austràlia            | 2a posició: Dami Im (2016) | Debut: 2015                                                                                             |
| Àustria              | 1a posició: Udo Jürgens (1966), Conchita Wurst (2014) i JJ (2025)                                                                                          | Debut: 1957. Absències: 1969, 1970, 1973, 1974, 1975, 1998, 2001, 2006, 2008, 2009 i 2010.              |
| Azerbaidjan          | 1a posició: Ell & Nikki (2011) | Debut: 2008.                                                                                            |
| Bèlgica              | 1a posició: Sandra Kim (1986) | País fundador al 1956. Absències: 1994, 1997 i 2001.                                                    |
| Belarús              | 6a posició: Koldun (2007) | Debut: 2004. Absències: des de 2021 (actualment no hi participa).                                       |
| Bòsnia i Hercegovina | 3a posició: Hari Mata Hari (2006) | Debut: 1993. Absències: 1998, 2000, 2013, 2014, 2015 i des de 2017 (actualment no hi participa).        |
| Bulgària             | 2a posició: Kristian Kostov (2017) | Debut: 2005. Absències: 2014, 2015, 2019 i des de 2023 (actualment no hi participa).                    |
| Croàcia              | 2a posició: Baby Lasagna (2024) | Debut: 1993. Absències: 2014 i 2015.                                                                    |
| Dinamarca            | 1a posició: Grete & Jörgen Ingmann (1963), Olsen Brothers (2000) i Emmelie de Forest (2013)                                                                | Debut: 1957. Absències: entre 1967 i 1977, 1994, 1996, 1998 i 2003.                                     |
| Eslovàquia           | 18a posició: Marcel Palonder (1996) | Debut: 1994. Absències: 1995, 1997, entre 1999 i 2008, i a partir de 2013 (actualment no hi participa). |
| Eslovènia            | 7a posició: Darja Svajger (1995) i Nusa Derenda (2001) | Debut: 1993. Absències: 1994 i 2000.                                                                    |
| Espanya              | 1a posició: Massiel (1968) i Salomé (1969) | Debut: 1961.                                                                                            |
| Estònia              | 1a posició: Tanel Padar & Dave Benton (2001) | Debut: 1994. Absències: 1995.                                                                           |
| Finlàndia            | 1a posició: Lordi (2006) | Debut: 1961. Absències: 1970, 1995, 1997, 1999, 2001 i 2003.                                            |
| França               | 1a posició: André Claveau (1957), Jacqueline Boyer (1960), Isabelle Aubret (1962), Frida Boccara (1969) i Marie Myriam (1977)                              | País fundador al 1956. Absències: 1974 i 1982.                                                          |
| Geòrgia              | 9a posició: Sofia Nizharadze (2010) i Eldrine (2011) | Debut: 2007. Absències: 2009.                                                                           |
| Grècia               | 1a posició: Élena Paparizu (2005) | Debut: 1974. Absències: 1975, 1982, 1984, 1986, 1999 i 2000.                                            |
| Hongria              | 4a posició: Friderika Bayer (1994) | Debut: 1994. Absències: 1996, entre 1999 i 2004, 2006, 2010 i des de 2020 (actualment no hi participa). |
| Irlanda              | 1a posició: Dana (1970), Johnny Logan (1980 i 1987), Linda Martin (1992), Niam Kavanagh (1993), P. Harrington & C. McGettigan (1994) i Eimear Quinn (1996) | Debut: 1965. Absències: 1983 i 2002.                                                                    |
| Islàndia             | 2a posició: Selma (1999) i Yohanna (2009) | Debut: 1986. Absències: 1998 i 2002.                                                                    |
| Israel               | 1a posició: Yizhar Cohen & Alphabeta (1978), Gali Atari & Milk and Honey (1979), Dana International (1998) i Netta (2018)                                  | Debut: 1973. Absències: 1980, 1984, 1994, 1996 i 1997.                                                  |
| Itàlia               | 1a posició: Gigliola Cinquetti (1964), Toto Cutugno (1990) i Måneskin (2021)                                                                               | País fundador al 1956. Absències: 1981, 1982, 1986, 1994, 1995, 1996 i entre 1998 i 2010.               |
| Letònia              | 1a posició: Marie N (2002) | Debut: 2000.                                                                                            |
| Lituània             | 6a posició: LT United (2006) | Debut: 1994. Absències: entre 1995 i 1998, 2000 i 2003.                                                 |
| Luxemburg            | 1a posició: Jean-Claude Pascal (1961), France Gall (1965), Vicky Leandros (1972), Anne-Marie David (1973) i Corinne Hermès (1983)                          | País fundador al 1956. Absències: 1959 i entre 1994 i 2023.                                             |
| Macedònia del Nord   | 7a posició: Tamara Todevska (2019) | Debut: 1998. Absències: 1999, 2001, 2003 i des de 2023 (actualment no hi participa).                    |
| Malta                | 2a posició: Ira Losco (2002) i Chiara (2005) | Debut: 1971. Absències: 1973, 1974 i entre 1976 i 1990.                                                 |
| Moldàvia             | 3a posició: Sunstroke Project (2017) | Debut: 2005 i fins 2024. (actualment no hi participa).                                                  |
| Mònaco               | 1a posició: Séverine (1971) | Debut: 1959. Absències: entre 1980 i 2003, i des de 2007 (actualment no hi participa).                  |
| Montenegro           | 13a posició: Knez (2015) | Debut: 2007. Absències: 2010, 2011, 2020, 2021 i des de 2023. (actualment no hi participa).             |
| Noruega              | 1a posició: Bobbysocks (1985), Secret Garden (1995) i Alexander Rybak (2009)                                                                               | Debut: 1960. Absències: 1970 i 2002.                                                                    |
| Països Baixos        | 1a posició: Corry Brokken (1957), Teddy Scholten (1959), Lenny Kuhr (1969), Teach-In (1975) i Duncan Laurence (2019)                                       | País fundador al 1956. Absències: 1985, 1991, 1995 i 2002.                                              |
| Polònia              | 2a posició: Edyta Górniak (1994) | Debut: 1994. Absències: 2000, 2002, 2012 i 2013.                                                        |
| Portugal             | 1a posició: Salvador Sobral (2017) | Debut: 1964. Absències: 1970, 2000, 2002, 2013 i 2016.                                                  |
| Regne Unit           | 1a posició: Sandie Shaw (1967), Lulu (1969), Brotherhood of Man (1976), Bucks Fizz (1981) i Katrina & the Waves (1997)                                     | Debut: 1957. Absències: 1958.                                                                           |
| Romania              | 3a posició: Luminita Anghel & Sistem (2005) i Ovi & Paula Seling (2010)                                                                                    | Debut: 1994. Absències: 1995, 1996, 1997, 1999, 2001, 2016 i des de 2024 (actualment no hi participa).  |
| Rússia               | 1a posició: Dima Bilan (2008) | Debut: 1994. Absències: 1996, 1998, 1999, 2017 i des de 2022 (actualment no hi participa).              |
| San Marino           | 19a posició: Serhat (2019) | Debut: 2008. Absències: 2009 i 2010.                                                                    |
| Sèrbia               | 1a posició: Marija Serifovic (2007) | Debut: 2007. Absències: 2014.                                                                           |
| Suècia               | 1a posició: ABBA (1974), Herreys (1984), Carola (1991), Charlotte Nilsson-Perrelli (1999), Loreen (2012 i 2023) i Måns Zelmerlöw (2015)                    | Debut: 1958. Absències: 1964, 1970 i 1976.                                                              |
| Suïssa               | 1a posició: Lys Assia (1956), Céline Dion (1988) i Nemo Mettler (2024)                                                                                     | País fundador al 1956. Absències: 1995, 1999, 2001 i 2003.                                              |
| Turquia              | 1a posició: Sertab Erener (2003) | Debut: 1975. Absències: 1976, 1977, 1979, 1994 i des de 2013 (actualment no hi participa).              |
| Txèquia              | 6a posició: Mikolas Josef (2018) | Debut: 2007. Absències: entre 2010 i 2014.                                                              |
| Ucraïna              | 1a posició: Ruslana (2004), Jamala (2016) i Kalush Orchestra (2022)                                                                                        | Debut: 2003. Absències: 2015 i 2019.                                                                    |
| Xipre                | 2a posició: Eleni Foureira (2018) | Debut: 1981. Absències: 1988, 2001 i 2014.                                                              |

NOTA: El Marroc va participar per única vegada el 1980 (18a posició) i des de llavors s'ha desvinculat del Festival. L'antiga Iugoslàvia va participar entre els anys 1961 i 1992, guanyant un cop el 1989 (amb el grup Riva); anys més tard, com a Sèrbia i Montenegro va participar els anys 2004 (2a posició) i 2005. El Líban i Tunísia van preinscriure's als Festivals de 2005 i 1977 respectivament, però finalment van retirar-se abans de l'event.
Austràlia ha participar com a convidat especial des del 60è aniversari 2015, aconseguint la 2a posició el 2016.

## Crítica i controversia

### Controversies polítiques

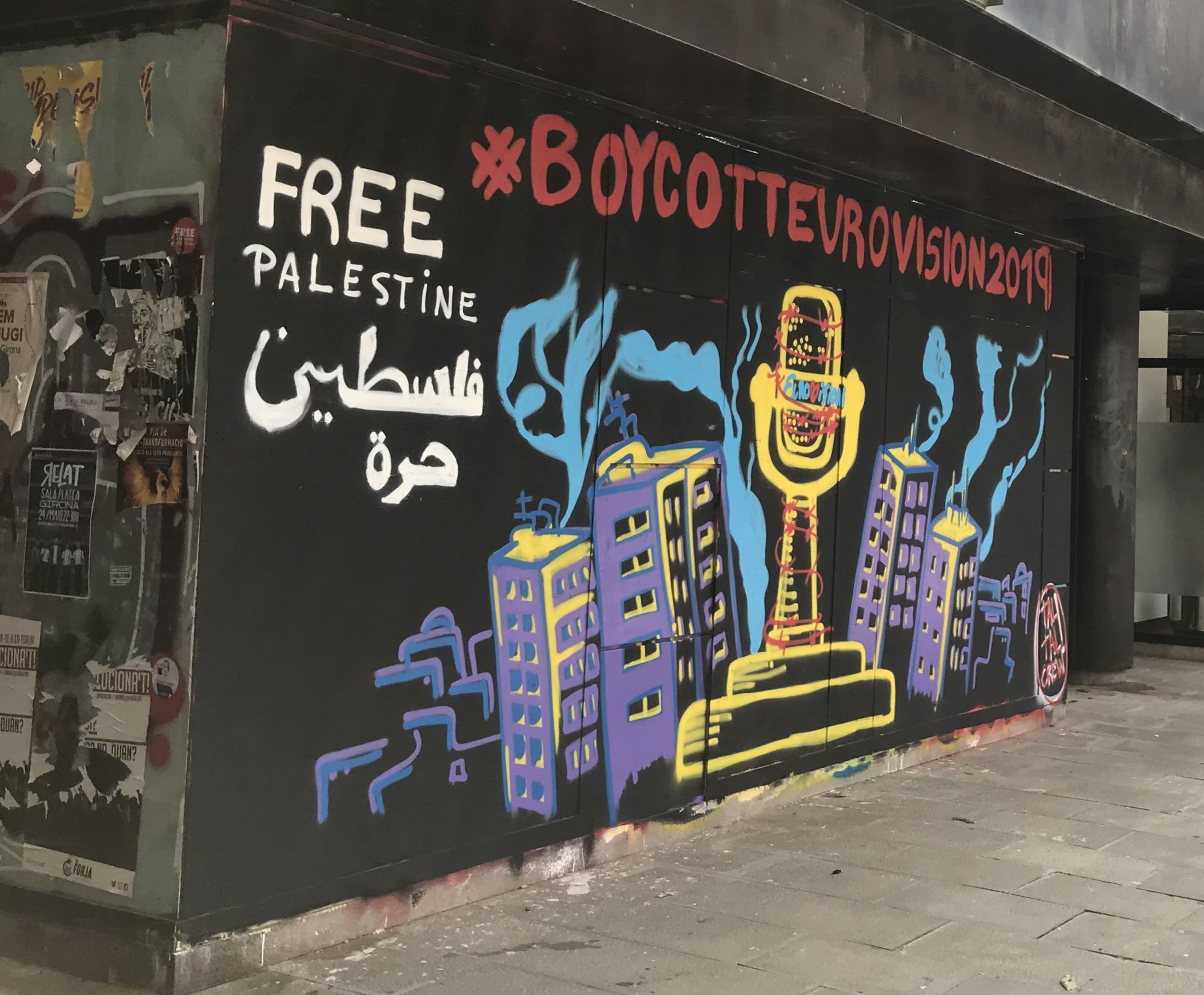
Un mural a Girona promovent el boicot a Israel durant l'edició del 2019

Israel va competir per primera vegada en el concurs el 1973, convertint-se en el primer país de fora d'Europa a participar-hi. La seva participació en el concurs al llarg dels anys ha estat controvertida. Amb tot, ha estat un assistent habitual en el concurs i ha reeixit com a guanyador en quatre ocasions. La primera aparició del país va comportar una presència de seguretat a la seu del concurs a la ciutat de Luxemburg major del que s'hauria considerat normal a principis dels anys setanta.
En l'edició del 2019 es van veure peticions de diversos grups per a un boicot de l'esdeveniment. Entre aquests hi havia defensors del moviment de Boicot, Desinversió i Sancions (BDS) en resposta a les polítiques israelianes envers els palestins a Cisjordània i Gaza, així com en oposició al que consideren "pinkwashing" per part del govern israelià.

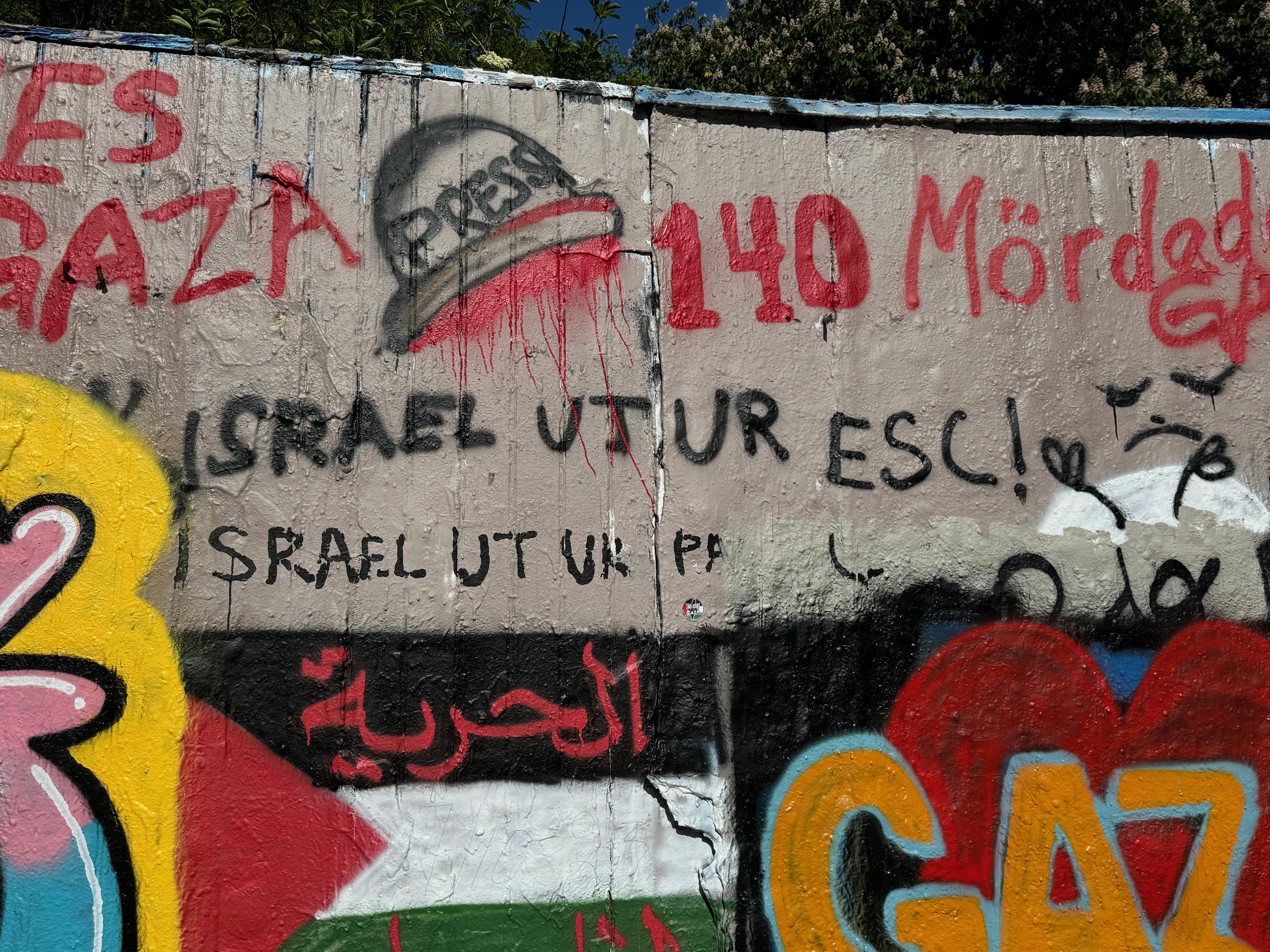
Un mural denunciant la participació d'Israel en l'edició d'Eurovisió del 2024 a Malmö

La participació d'Israel en el concurs va tornar a ser controvertida en l'edició del 2024 a Malmö, després de l'esclat de la guerra de Gaza a l'octubre del 2023, la crisi humanitària derivada de les incursions militars i bombardejos israelianes i el consegüent genocidi. Van haver-hi manifestacions a les portes del festival i al Regne Unit es va cancel·lar una de les projeccions que solien tindre més visibilitat. També, un conjunt de participants d'Eurovisió van firmar un comunicat conjunt rebutjant la participació d'Israel al concurs.
El 2025, el canal de televisió belga VTR, va tallar la transmissió d'Israel amb el missatge "Condemnem les violacions de drets humans per part de l'estat d'Israel. A més, l'estat d'Israel està destruint la llibertat de premsa. Per això hem interromput la transmissió per un moment". Per altra banda, RTVE va mostrar un cartell sobreimpressionat abans del festival en què es podia llegir "Davant dels drets humans, el silenci no és una opció. Pau i Justícia per a Palestina". A més, activistes van irrompre durant la seva participació, encadenant-se a davant de l'escenari.

## Identitat visual i eslògan

Logotip del Festival de la Cançó d'Eurovisió entre 2004 i 2014.

Logotip del Festival de la Cançó d'Eurovisió entre 2015 i 2025.

Logotip del Festival de la Cançó d'Eurovisió des de 2026.

Fins a 2004, cada edició del certamen utilitzava el seu logotip i identitat visual propis, determinats per la radiodifusora amfitriona. Així, per tal de crear una imatge consistent i reconeixible, la UER va introduir un logotip genèric de cara al Festival de la Cançó d'Eurovisió 2004. No obstant això, en cada edició, el cor del logotip, que fa la funció de «v» en la paraula «Eurovision», inclou en el seu interior la bandera del país amfitrió col·locada de manera destacada. El logotip primigeni va ser dissenyat per l'agència londinenca JM International, i va ser renovada fins a dues vegades, la primera de les quals va tenir lloc el 2014, per part de l'agència d'Amsterdam Cityzen Agency, per a la 60a edició del certamen, i la segona, el 2025 per a la 70a edició, dissenyada per l'agència Pals Studio de Londres.
D'altra banda, els productors del Festival i la radiodifusora amfitriona construeixen anualment la identitat visual de cada edició del certamen, fet que inclou el disseny de l'escenari, els actes d'inici i d'interval, així com les «postals». De fet, les breus postals en vídeo s'intercalen entre les actuacions i es van introduir per primera vegada el 1970, inicialment com un intent d'«ampliar la durada» del concurs després que diversos països decidissin no competir, però des de llavors han esdevingut una part habitual del programa i, en general, en elles es destaca el país amfitrió i es presenten els actes competidors. De la mateixa manera, un eslògan únic per a cada edició, introduït per primera vegada el 2002, també va ser part fonamental de la identitat visual de cada concurs, però aquest va ser reemplaçat per un eslògan permanent a partir de 2024. L'eslògan permanent, «United by music» («Units per la música»), havia servit anteriorment com a eslògan per al concurs de 2023 abans de conservar-se per a totes les edicions com a estratègia de marca global del festival.

## Idiomes utilitzats al Festival de la Cançó d'Eurovisió
La següent llista correspon a tots els idiomes utilitzats durant la història del Festival de la Cançó d'Eurovisió, sia per interpretar tot un tema o només un fragment. La llista inclou les cançons que han estat interpretades tant en finals com en semifinals. Els idiomes que van aparèixer al mateix any estan ordenats d'acord amb l'ordre d'aparició de cada any. Els idiomes imaginaris no apliquen.
| Primera aparició | Primera aparició | Primera aparició  | Primera aparició    | Primera aparició                    | Primera aparició                                                      |
| Núm.             | Any              | Idioma            | País                | Artista                             | Cançó                                                                 |
| ---------------- | ---------------- | ----------------- | ------------------- | ----------------------------------- | --------------------------------------------------------------------- |
| 1                | 1956             | Neerlandès        | Països Baixos       | Jetty Paerl                         | «De vogels van Holland»                                               |
| 2                | 1956             | Alemany           | Suïssa              | Lys Assia                           | «Das alte Karussell»                                                  |
| 3                | 1956             | Francès           | Bèlgica             | Fud Leclerc                         | «Messieurs els noyés de la Seine»                                     |
| 4                | 1956             | Italià            | Itàlia              | Franca Raimondi                     | «Aprite li finestre»                                                  |
| 5                | 1957             | Anglès            | Regne Unit          | Patricia Bredin                     | «All»                                                                 |
| 6                | 1957             | Danès             | Dinamarca           | Birthe Wilke i Gustav Winckler      | «Skibet skal sejle i nat»                                             |
| 7                | 1958             | Suec              | Suècia              | Alice Babs                          | «Lilla stjärna»                                                       |
| 8                | 1960             | Luxemburguès      | Luxemburg           | Camillo Felgen                      | «So laang we's du do bast»                                            |
| 9                | 1960             | Noruec            | Noruega             | Nora Brockstedt                     | «Voi voi»                                                             |
| 10               | 1961             | Castellà          | Espanya             | Conchita Bautista                   | «Estando contigo»                                                     |
| 11               | 1961             | Finès             | Finlàndia           | Laila Kinnunen                      | «Valoa ikkunassa»                                                     |
| 12               | 1961             | Serbi             | Iugoslàvia          | Ljiljana Petrovic                   | «Неке давне звезде» («Neke davne zvezde»)                             |
| 13               | 1963             | Croat             | Iugoslàvia          | Vice Vukov                          | «Brodovi»                                                             |
| 14               | 1964             | Portuguès         | Portugal            | António Calvário                    | «Oração»                                                              |
| 15               | 1964             | Bosnià            | Iugoslàvia          | Sabahudin Kurt                      | «Život je sklopio krug»                                               |
| 16               | 1966             | Eslovè            | Iugoslàvia          | Berta Ambrož                        | «Brez besed»                                                          |
| 17               | 1971             | Vienès            | Àustria             | Marianne Mendt                      | «Musik»                                                               |
| 18               | 1971             | Maltès            | Malta               | Joe Grech                           | «Marija L-Maltija»                                                    |
| 19               | 1972             | Irlandès          | Irlanda             | Sandie Jones                        | «Ceol an ghrá»                                                        |
| 20               | 1973             | Hebreu            | Israel              | Ilanit                              | «אי שם» («Ai sham»)                                                   |
| 21               | 1974             | Grec              | Grècia              | Marinella                           | «Κρασί, θάλασσα και τ' αγόρι μου» («Krasi, thalassa kai t'agori mou») |
| 22               | 1975             | Turc              | Turquia             | Semiha Yanki                        | «Seninle bir dakika»                                                  |
| 23               | 1980             | Àrab              | Marroc              | Samira Bensaid                      | «بطاقة حب» («Bitaqet hobb»)                                           |
| 24               | 1986             | Islandès          | Islàndia            | ICY                                 | «Gleðibankinn»                                                        |
| 25               | 1989             | Romanx            | Suïssa              | Furbaz                              | «Viver senza tei»                                                     |
| 26               | 1991             | Napolità          | Itàlia              | Peppino Di Capri                    | «Comme è ddoce 'o mare»                                               |
| 27               | 1992             | Crioll haitià     | França              | Kali                                | «Monté la riviè»                                                      |
| 28               | 1993             | Cors              | França              | Patrick Fiori                       | «Mama Corsica»                                                        |
| 29               | 1994             | Estonià           | Estònia             | Silvi Vrait                         | «Nagu merelaine»                                                      |
| 30               | 1994             | Romanès           | Romania             | Dan Bittman                         | «Dincolo de nori»                                                     |
| 31               | 1994             | Eslovac           | Eslovàquia          | Tublatanka                          | «Nekonecná piesen»                                                    |
| 32               | 1994             | Lituà             | Lituània            | Ovidijus Vyšniauskas                | «Lopšine mylimai»                                                     |
| 33               | 1994             | Hongarès          | Hongria             | Friderika Bayer                     | «Kinek mondjam el vétkeimet?»                                         |
| 34               | 1994             | Rus               | Rússia              | Youddiph                            | «Вечный стрaнник» («Vječnij stranjik»)                                |
| 35               | 1994             | Polonès           | Polònia             | Edyta Górniak                       | «To nie ja»                                                           |
| 36               | 1996             | Alt alemany       | Àustria             | Georg Nussbaumer                    | «Weil's dr guat got»                                                  |
| 37               | 1996             | Bretó             | França              | Dan Ar Braz & L'Héritage des Celtes | «Diwanit Bugale»                                                      |
| 38               | 1998             | Macedònic         | Macedònia del Nord  | Vlado Janevski                      | «Не зори, зоро» («Ne zori, zoro»)                                     |
| 39               | 1999             | Samogitià         | Lituània            | Aiste Smilgeviciute                 | «Strazdas»                                                            |
| 40               | 2003             | Austrobavarès     | Àustria             | Alf Poier                           | «Weil der Mensch zählt»                                               |
| 41               | 2003             | Artificial        | Bèlgica             | Urban Trad                          | «Sanomi»                                                              |
| 42               | 2004             | Letó              | Letònia             | Fomins & Kleins                     | «Dziesma par laimi»                                                   |
| 43               | 2004             | Català            | Andorra             | Marta Roure                         | «Jugarem a estimar-nos»                                               |
| 44               | 2004             | Ucraïnès          | Ucraïna             | Ruslana                             | «Wild dances»                                                         |
| 45               | 2004             | Võro              | Estònia             | Neiokõsõ                            | «Tii»                                                                 |
| 46               | 2005             | Llengua de signes | Letònia             | Valters and Kaža                    | «The War Is Not Over»                                                 |
| 47               | 2005             | Montenegrí        | Sèrbia i Montenegro | No Name                             | «Zauvijek moja»                                                       |
| 48               | 2006             | Albanès           | Albània             | Luiz Ejlli                          | «Zjarr i ftohtë»                                                      |
| 49               | 2006             | Tahitià           | Mònaco              | Séverine Ferrer                     | «La Coco-Dance»                                                       |
| 50               | 2007             | Búlgar            | Bulgària            | Elitsa Todorova & Stoyan Yankoulov  | «Water»                                                               |
| 51               | 2007             | Txec              | Txèquia             | Kabát                               | «Malá dáma»                                                           |
| 52               | 2007             | Armeni            | Armènia             | Hayko                               | «Anytime you need»                                                    |
| 53               | 2009             | Romaní            | Txèquia             | Gipsy.cz                            | «Aven Romale»                                                         |
| 54               | 2010             | Carelià           | Finlàndia           | Kuunkuiskaajat                      | «Työlki ellää»                                                        |
| 55               | 2011             | Suahili           | Noruega             | Stella Mwangi                       | «Haba Haba»                                                           |
| 56               | 2012             | Udmurt            | Rússia              | Buránovskiye Bábushki               | «Party for everybody»                                                 |
| 57               | 2012             | Àzeri             | Bulgària            | Sofi Marinova                       | «Love Unlimited»                                                      |
| 58               | 2012             | Georgià           | Geòrgia             | Anri Jokhadze                       | «I'm a Joker»                                                         |
| 59               | 2016             | Pòntic            | Grècia              | Argo                                | «Utopian land»                                                        |
| 60               | 2016             | Tàrtar de Crimea  | Ucraïna             | Jamala                              | «1944»                                                                |
| 61               | 2017             | Belarús           | Belarús             | Naviband                            | «Гісторыя майго жыцця» («Historyja majho žyccia»)                     |
| 62               | 2017             | Sànscrit          | Itàlia              | Francesco Gabbani                   | «Occidentali's karma»                                                 |
| 63               | 2018             | Torlac            | Sèrbia              | Sanja Ilić i Balkanika              | «Nova deca» (Нова деца)                                               |
| 64               | 2019             | Sami del nord     | Noruega             | KEiiNO                              | «Spirit in the Sky»                                                   |
| 65               | 2019             | Abkhaz            | Geòrgia             | Oto Nemsadze                        | «Keep on going»                                                       |
| 66               | 2020             | Amhàric           | Israel              | Eden Alene                          | «Feker Libi»                                                          |
| 67               | 2020             | Japonès           | Azerbaidjan         | Samira Efendi                       | «Cleopatra»                                                           |
| 68               | 2021             | Sranan tongo      | Països Baixos       | Jeangu Macrooy                      | «Birth of a New Age»                                                  |
| 69               | 2022             | Llatí             | Sèrbia              | Konstrakta                          | «In corpore sano»                                                     |
| 70               | 2024             | Yankunytjatjara   | Austràlia           | Electric Fields                     | «One Milkali (One Blood)»                                             |
| 71               | 2024             | Àzeri             | Azerbaidjan         | Fahree i Ilkin Dovlatov             | "Özünlə apar"                                                         |